# Geschenkpapier

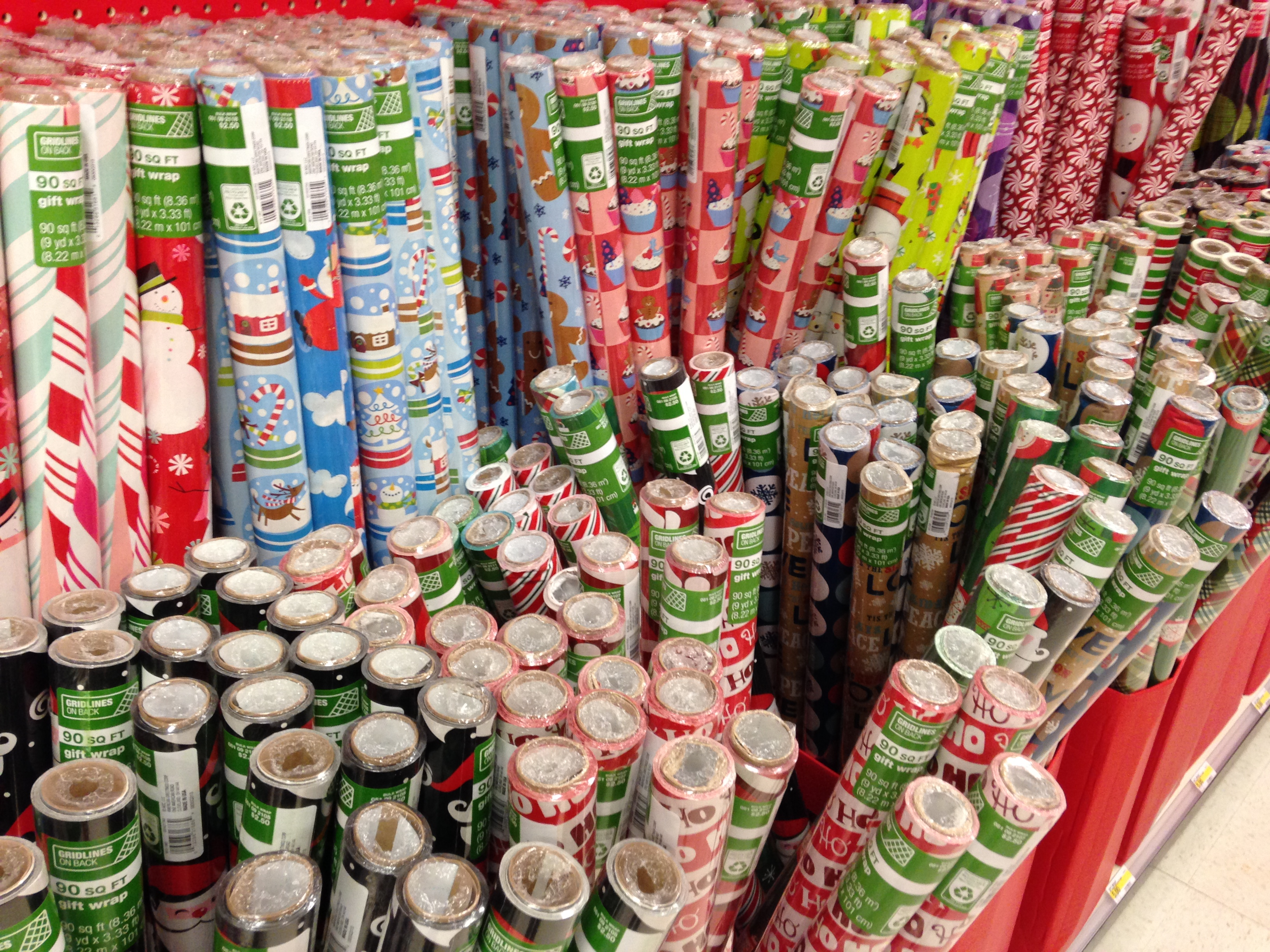
Weihnachtliches Geschenkpapier wird zum Verkauf angeboten

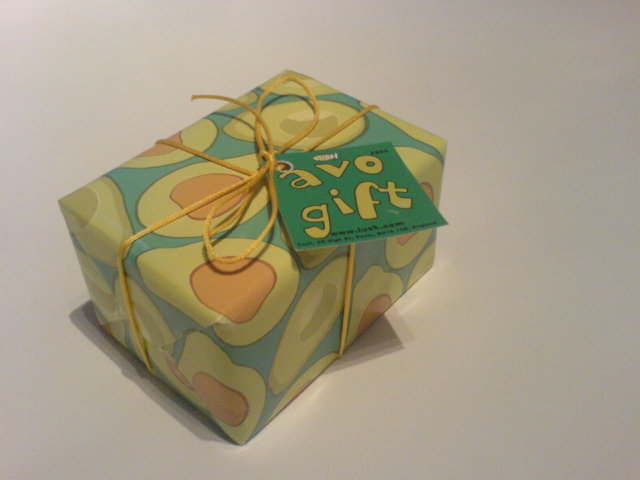
In Geschenkpapier eingewickeltes Geschenk (Engl. gift = „Gabe, Geschenk“)

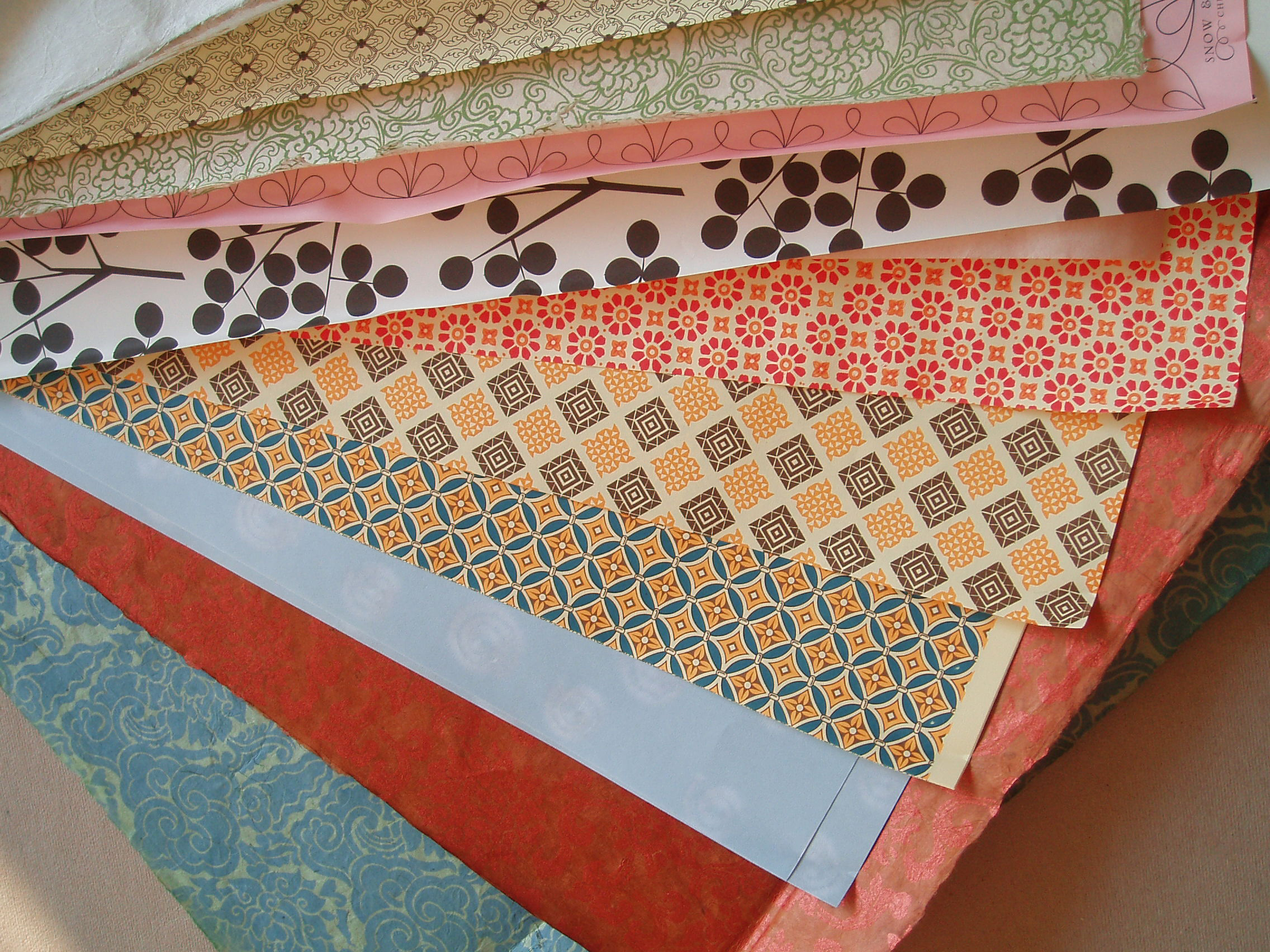
Bunt bedruckte Geschenkpapiere (Foto: Åsta)

Geschenkpapiere sind spezielle Packpapiere, die mehrere Aufgaben erfüllen können: Neben der Funktion als Transportschutz kann eine – womöglich dekorative – (Geschenk)verpackung die Spannung vor dem und das Vergnügen beim Auspacken sowie die Wertschätzung der Gabe beim Beschenkten steigern.
Bei der Verwendung als Einwegprodukt ist das hohe Müllaufkommen problematisch aufgrund nicht recyclingfähiger Geschenkpapiere oder (transparenter) Folien, die teils zusätzlich mit Kunststoff oder Glitzer beschichtet sind und unter anderem z. B. Mikroplastik enthalten können.

## Geschichte

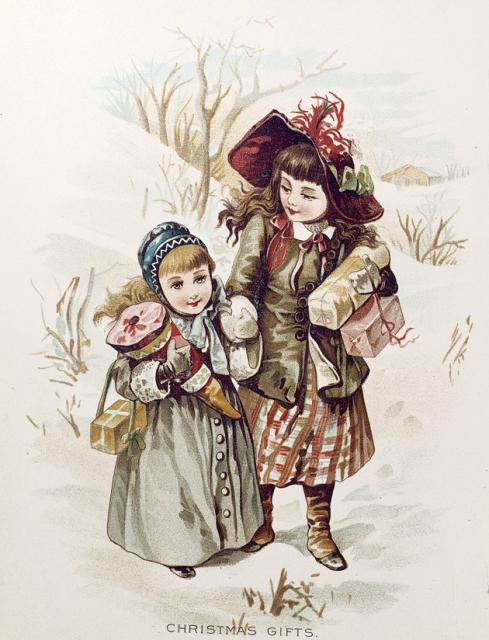
Mädchen mit verpackten Weihnachtsgeschenken (1886)

Papier wird bereits, seit es im 2. Jahrhundert v. Chr. in China erfunden wurde, zum Einschlagen von Gegenständen benutzt. In der Provinz Shaanxi wurden beispielsweise Gräber, mit in Papier eingewickelten Grabbeigaben aus der frühen Han-Dynastie gefunden.
Seitdem Papier dann auch als Schreibmaterial genutzt wurde, dienten beschriftete Umschläge auch zur Übergabe von Geldgeschenken (u. a. während der Song-Dynastie).
Nach der Verbreitung von Papier über Arabien nach Europa, gelang es ab dem 13. Jahrhundert es in Italien und Spanien maschinell herzustellen. Pappschachteln, die als Verpackung dienten, wurden ab dem frühen 18. Jahrhundert produziert. Im Handel kamen entweder Pappschachteln zur Verpackung, Übergabe und Aufbewahrung von Waren (z. B. Hüten, Schmuck, Stickereien) oder braunes Packpapier zum Einsatz.
Mit der Industrialisierung der Papierindustrie und der Entwicklung verbesserter Drucktechniken, wurde im viktorianischen Zeitalter in England erstmals bedrucktes Papier als Verpackung von Weihnachtsgeschenken angeboten. Zunächst verwendete nur das Bürgertum Geschenkpapier, zu Beginn des 20. Jahrhunderts, erreichte der Brauch bereits fast alle Gesellschaftsschichten.
In den USA begann das Unternehmen Hallmark Cards 1917 in Kansas City mit den Verkauf von bedrucktem Papier als Geschenkverpackung.
Einzelhändler, boten ihren Kunden eine Verpackung mit Papier (Bogenware oder auf Secare-Rollen hergestelltes Papier) als zusätzliche Dienstleistung an. Dabei lagen die Papierbögen meist unter dem Ladentisch oder neben der Kasse. Die Großrollen (mit mehreren hundert Laufmetern) wurden hingegen auf Abrollgeräte gespannt, die entweder an der Wand oder der Theke befestigt waren. Aber nicht nur im Einzelhandel wurde verpackt: selbst gebastelte Geschenke sowie Geschenke, die an Orten gekauft worden waren, wo keine Geschenkverpackung angeboten wurde, verpackten die Menschen selbst und der Fachhandel erweiterte entsprechend sein Angebot.

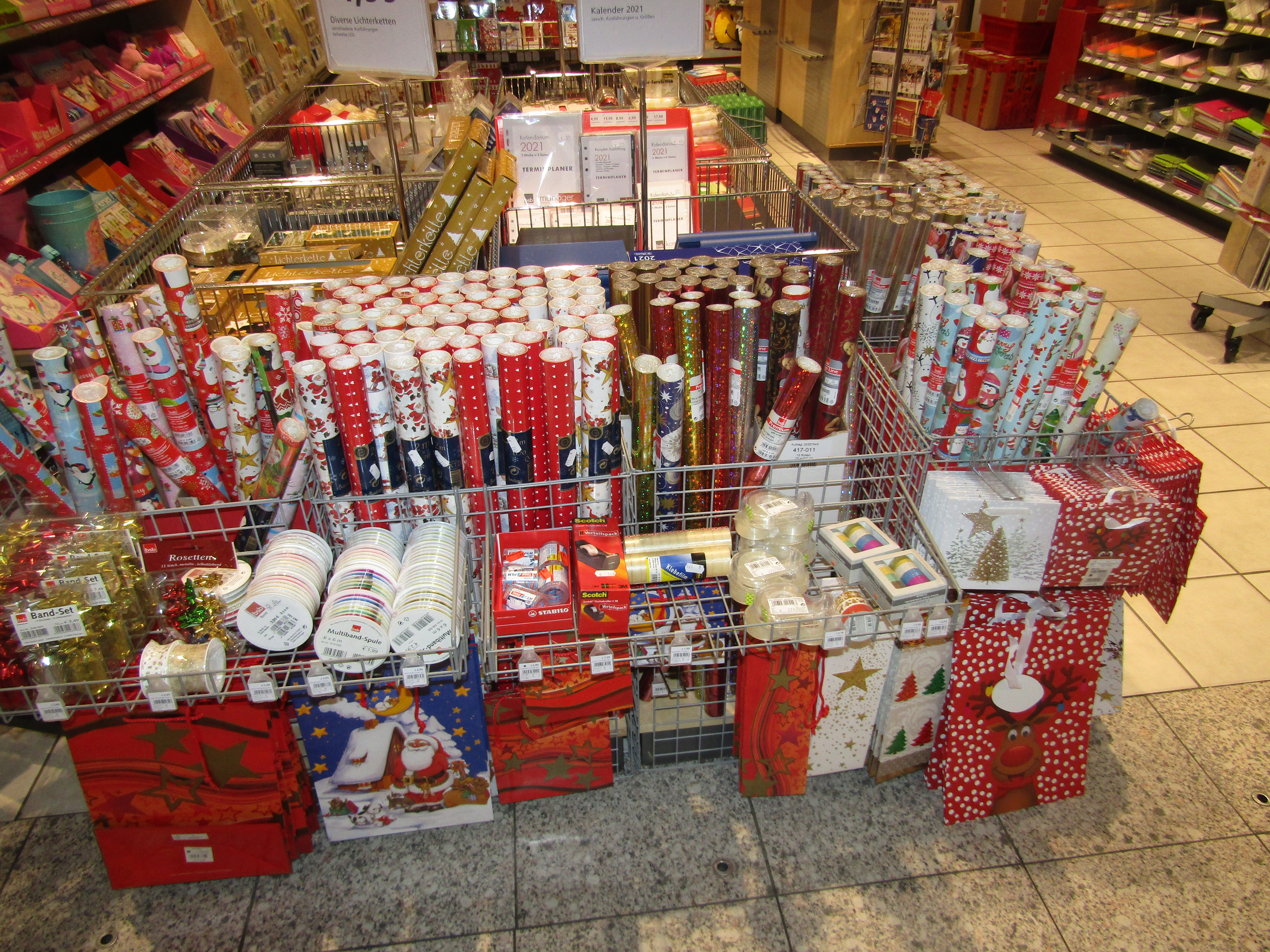
Industriell hergestelltes Weihnachtsgeschenkpapier im Handel

## Funktion und Verwendung
An der Southern Methodist University, Texas wurde 1992 untersucht, ob es bei der Übergabe eines Geschenkes gleichgültig ist, ob dies verpackt ist oder nicht.
Es konnte nachgewiesen werden, dass eine Verpackung die Vorfreude steigert und dass die Wertschätzung der Gabe durch den Empfänger bei verpackten Geschenken höher ist, als bei nicht verpackten.
Da das Geschenkpapier nicht nur als Transportschutz, sondern auch als Sichtschutz dient, ist es dazu geeignet, dem Empfänger eine Überraschung sowie Spannung beim Auspacken zu bieten. Es wird daher nicht nur bei der Bescherung, sondern auch für Kindergeburtstage verwendet.
Da Geschenkpapiere zum Einpacken von Geschenken verwendet werden, gibt es eine Trennung der Motive für die verschiedenen Anlässe, bei denen das Überreichen von Geschenken üblich ist. In der Industrie wird hierbei zwischen der Ganzjahres- und den Saisonkollektionen unterschieden, wobei bei der Saisonware am auffälligsten das Weihnachtsgeschenkpapier ist. Inzwischen gibt es spezielles Geschenkpapier für die unterschiedlichsten Anlässe zu kaufen, darunter Geburtstage, Hochzeiten, Muttertag und Jubiläen.
Heute bieten viele Geschäfte die Verpackung von Geschenken vor Ort an, wobei der Service je nach Geschäft gratis oder kostenpflichtig ist. Einige Drogeriemärkte bieten ihren Kunden auch die Möglichkeit Artikel, die sie dort gekauft haben, mit vor Ort bereit gestelltem Geschenkpapier gratis selbst zu verpacken.
Mittlerweile bieten auch immer mehr Versandhändler das Verpacken von Geschenken als zusätzliche Leistung an. Einige versenden die verpackten Geschenke auf Wunsch sogar mit entsprechender Grußkarte direkt an dem Empfänger.
Industriell gefertigtes Geschenkpapier ist heute im Einzelhandel auch in großer Auswahl für den Endverbraucher erhältlich, üblicherweise in Form von (Klein-)Rollen, die zum Schutz mit Plastik umhüllt sind. In verschiedenen Fachgeschäften der Papeterie findet man neben diesen Röllchen auch einige Geschenkpapierdesigns im Bogenformat; diese können dann ein Relief haben oder mit besonderen Materialien behandelt sein wie Glitzerelementen.
Mittlerweile ist es auch möglich, individuell hergestelltes Geschenkpapier zu Hause selber zu entwerfen und die Vorlage dann an eine Druckerei oder ein Fotolabor zu leiten.

## Entsorgungsprobleme durch Verpackungsmüll

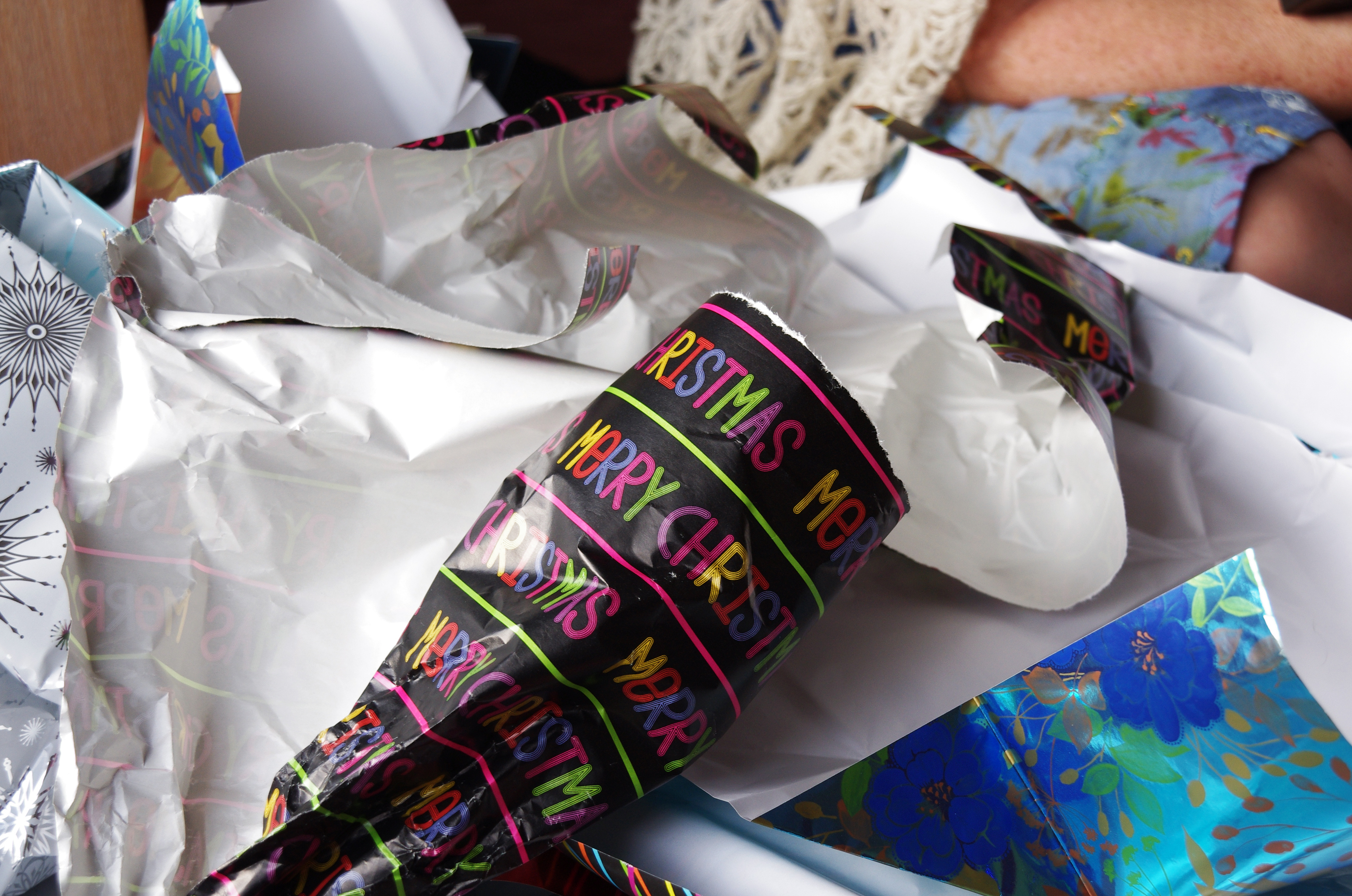
Zerrissenes Geschenkpapier nach der Bescherung

Für die Herstellung von Geschenkpapier werden Holzfrischfasern verwendet, es sei denn man entscheidet sich für Geschenkpapier aus recyceltem Papier. Für jedes neu hergestellte Papier werden jedoch Wasser und Energie benötigt. Bei beschichtetem Papier kommen zusätzlich Kunststoff- oder Metallfolien zum Einsatz, die dazu führen, dass das Geschenkpapier nach der Verwendung zu Restmüll wird, da es nicht recycelt werden kann.

### Korrekte Entsorgung
Die Entsorgung von Geschenkpapier ist mittlerweile kompliziert geworden, da nicht jedes Papier auch wirklich aus Papier besteht und als Altpapier entsorgt werden darf. Optisch beeindruckende, glänzendem Geschenkpapiere sind häufig mit Kunststofflacken oder -folien beschichtet und müssen daher, wie alle Papiere die beschichtet oder behandelt wurden, im Restmüll entsorgt werden. Lediglich einfaches, bedrucktes Geschenkpapier lässt sich problemlos im Altpapier entsorgen.
Wenn Geschenkpapiere voll recyclingfähig wären und zu 100 Prozent recycelt würden, dann könnten 70 Prozent der Energie, im Vergleich zur linearen Produktion, eingespart werden. Insbesondere glitzernde, laminierte und strukturierte Geschenkpapiere enthalten jedoch einen hohen Anteil an Mikroplastik. Während frühere Generationen ihr Geschenkpapier sorgsam zur erneuten Verwendung aufbewahrt haben und ausschließlich Geschenkband aus Stoff verwendeten, um das Papier nicht zu beschädigen, kommt in der heutigen Wegwerfgesellschaft immer öfter laminiertes Papier mit Klebeband zum Einsatz, welches meist nach einmaliger Nutzung weggeworfen wird.

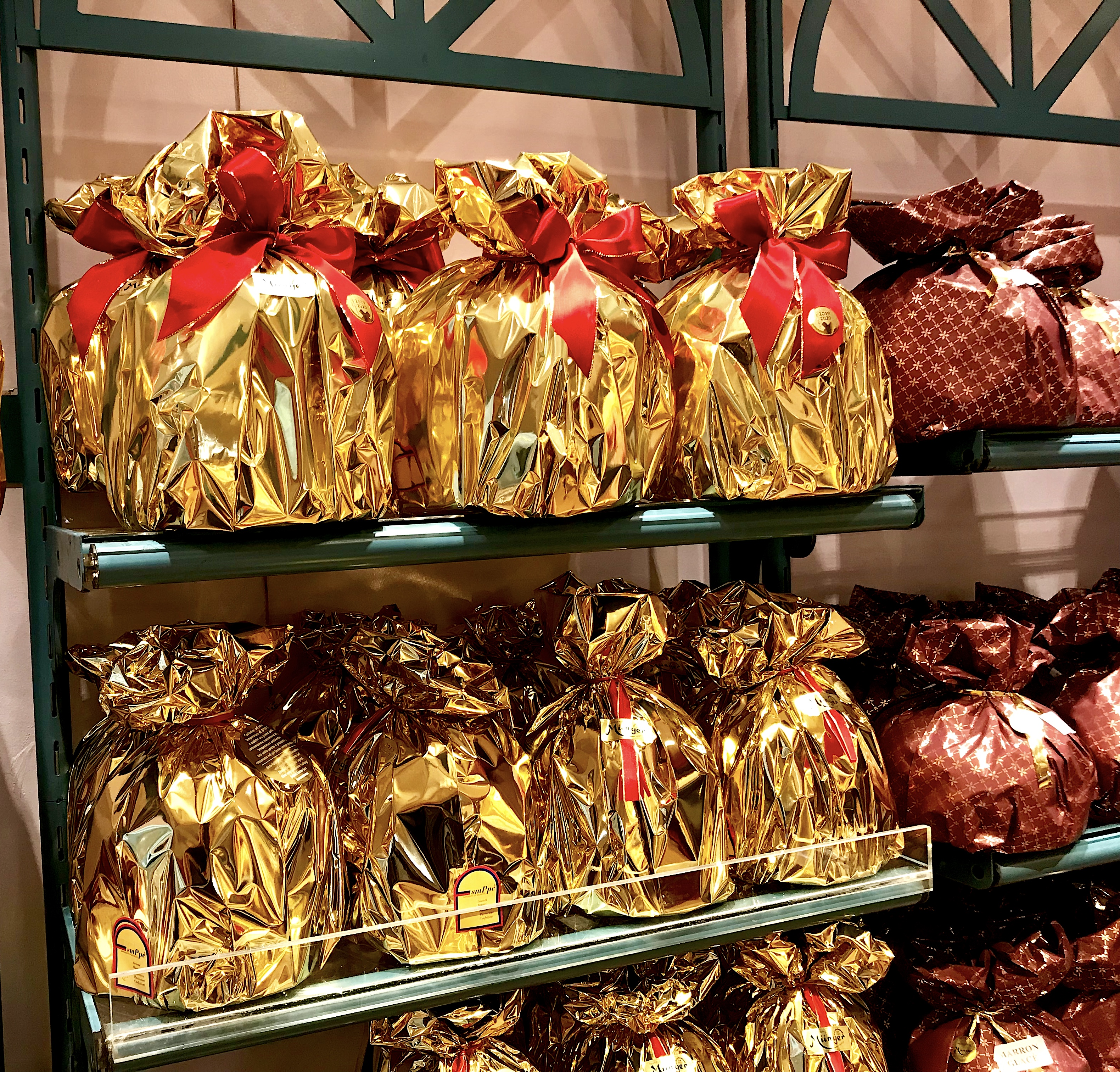
Nicht jede Geschenkverpackung ist recyclingfähig

### Verpackungsmüll durch Geschenkverpackungen
In Deutschland werden pro Kopf etwa 100 Gramm Geschenkpapier pro Jahr verwendet, so dass bis zu 8.000 Tonnen Geschenkpapiermüll entstehen, wobei sich nicht jedes Papier vollständig recyceln lässt.
Schätzungen aus Großbritannien gehen davon aus, dass nach Weihnachten 2018, das Äquivalent von 108 Millionen Rollen Geschenkpapier weggeworfen wurden, da der jährliche Verbrauch bei über 350.000 Kilometern liegt.
In Kanada fallen durch Geschenkverpackungen und Einkaufstüten aus Papier jährlich 540.000 Tonnen Verpackungsmüll an. Dabei landet das Geschenkpapier aus diversen Materialien, weil es sich schlecht recyceln lässt, überwiegend auf Mülldeponien.
In den USA fallen über Weihnachten zusätzliche 5 Millionen Tonnen Abfall an, bis zu 4 Millionen davon bestehen aus unterschiedlichen Geschenkverpackungen sowie Geschenkpapieren.

## Alternative Verpackungsmöglichkeiten

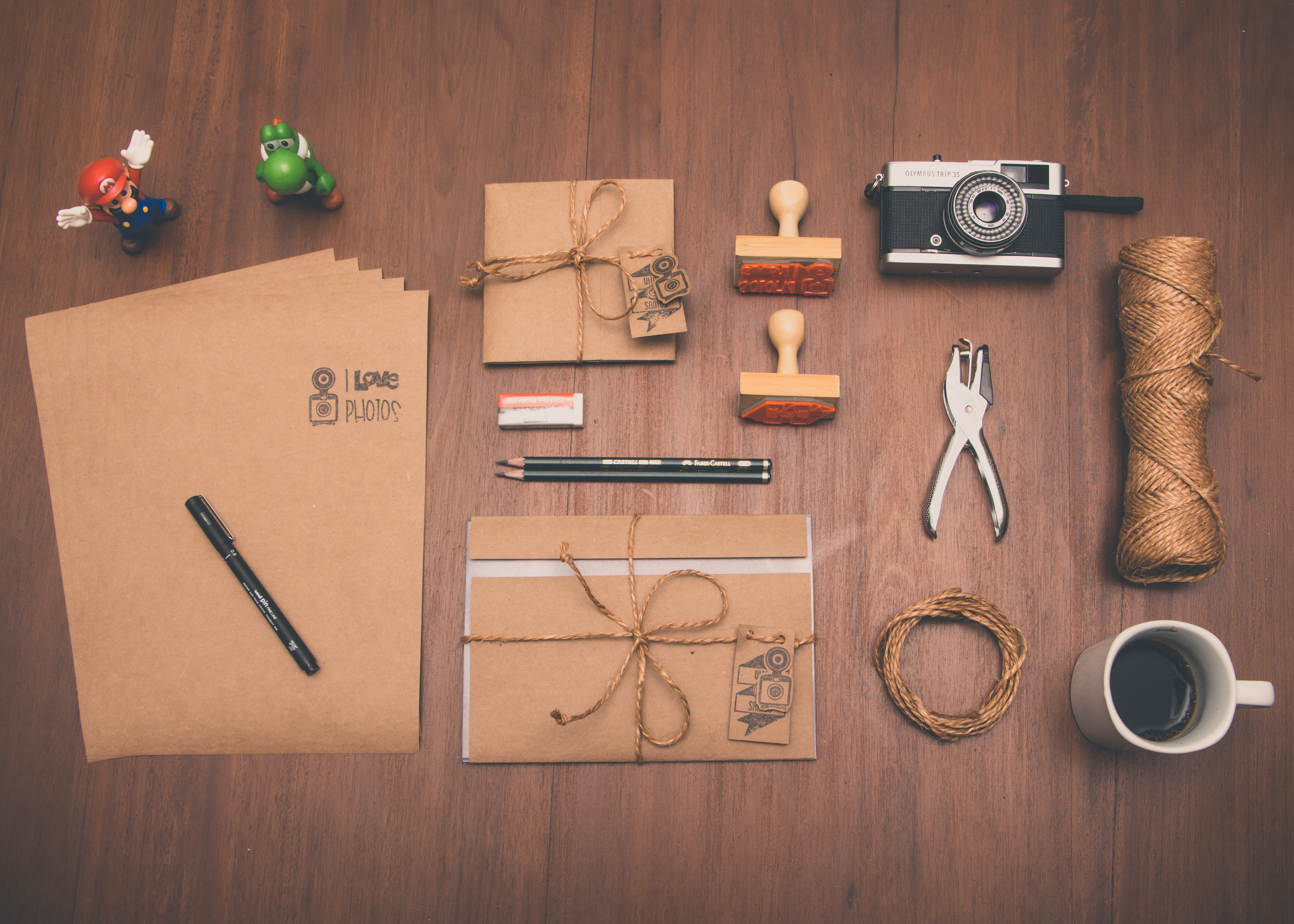
Packpapier als umweltfreundliche Alternative zu beschichtetem Geschenkpapier

Als ökologische Alternative zu Einweg-Geschenkverpackung ist es möglich Zeitungspapier, Packpapier oder ähnliche Produkte benutzen, die ansonsten Abfall wären. Nachhaltig, weil wiederverwendbar, sind textile Geschenkpapier-Varianten mit Knoten, wie etwa beim Furoshiki, oder mit Verschnürung.
Mittlerweile bieten einige Start-up-Unternehmen Geschenkpapiere, an die nach dem Cradle-to-Cradle-Prinzip so produziert wurden, dass sämtliche Komponenten, die für die Herstellung benötigt werden, recyclingfähig sind. Mittlerweile gibt es kompostierbares Geschenkpapier sowie mit biologisch abbaubaren Farben bedrucktes Recycling-Geschenkpapier.
Einige mögliche Alternativen:
- Altes Papier Zeitungspapier (sowie Papier aus Zeitschriften)
- Packpapier (ggf. in Kombination mit Stempeln)
- Alte Landkarten
- Leere Küchenkrepprollen
- Furoshiki
- Stoffverpackung (Einwickeln)
- Stoffbeutel (ggf. selbst genäht)
- Schuhkartons
- Wiederverwendbare Blechdosen
- Gläser oder nicht mehr benötigte Blumentöpfe
- Ausgewaschene, umgedrehte Verpackungen von Snacks wie Chips
- Präsentkörbe kommen ohne zusätzliche Verpackung aus

Zusätzlich kann auf Klebeband verzichtet werden, um benutzte Papiere leichter entsorgen oder wieder verwenden zu können.

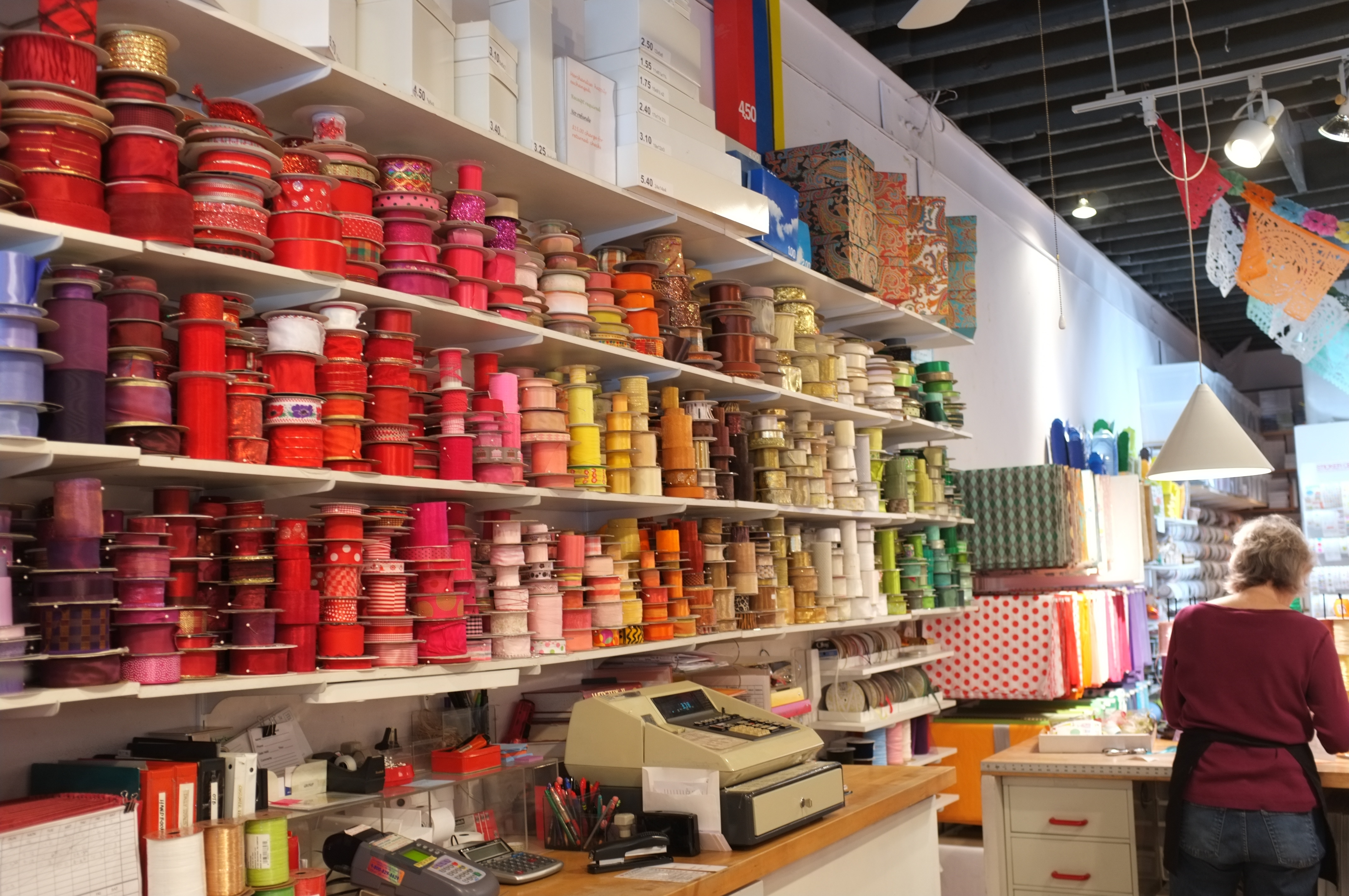
Geschenkbänder und Papier  im Handel
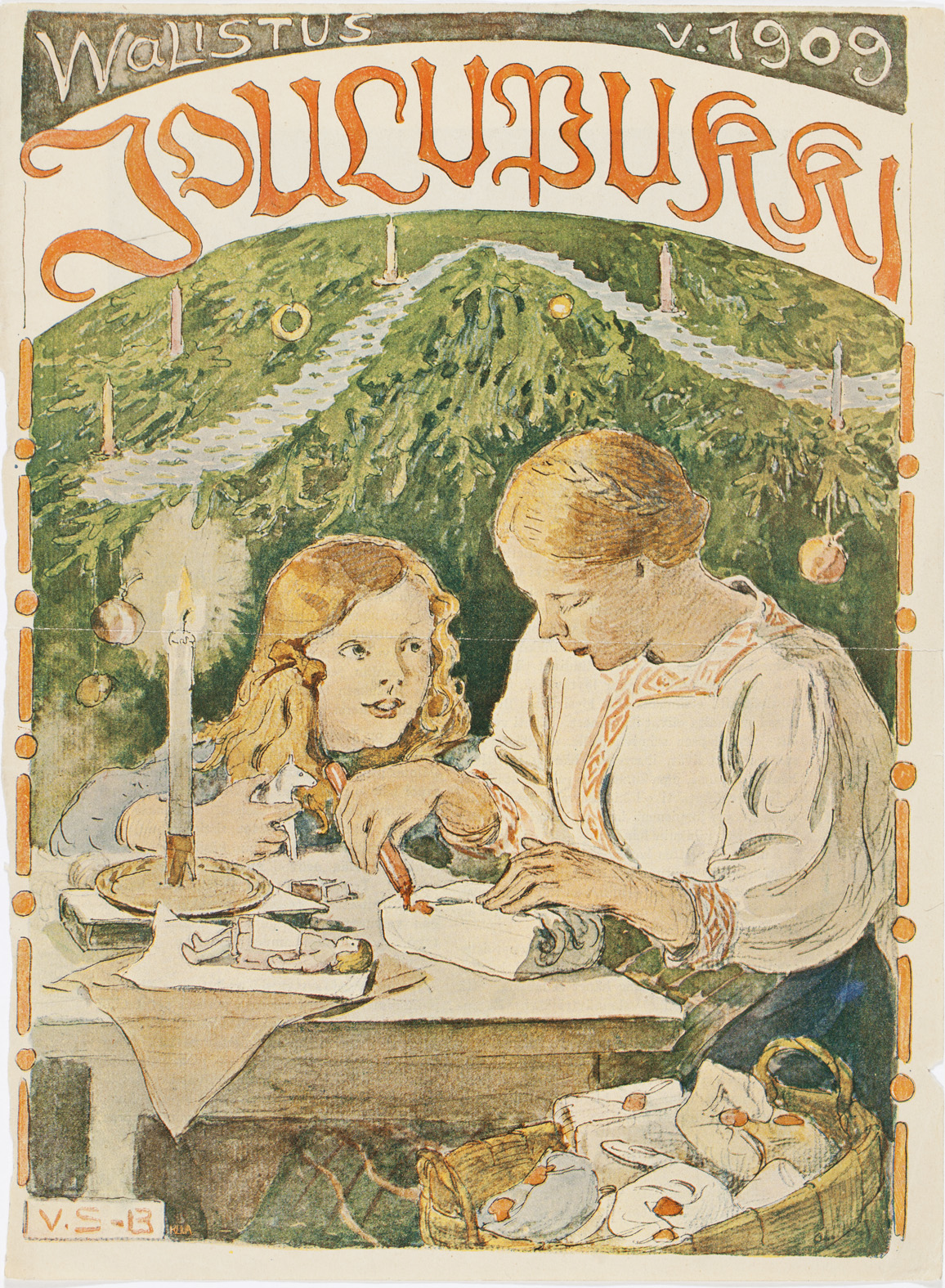
Mutter und Kind verpacken Weihnachtsgeschenke, 1909, Ateneum, Helsinki, Finnland
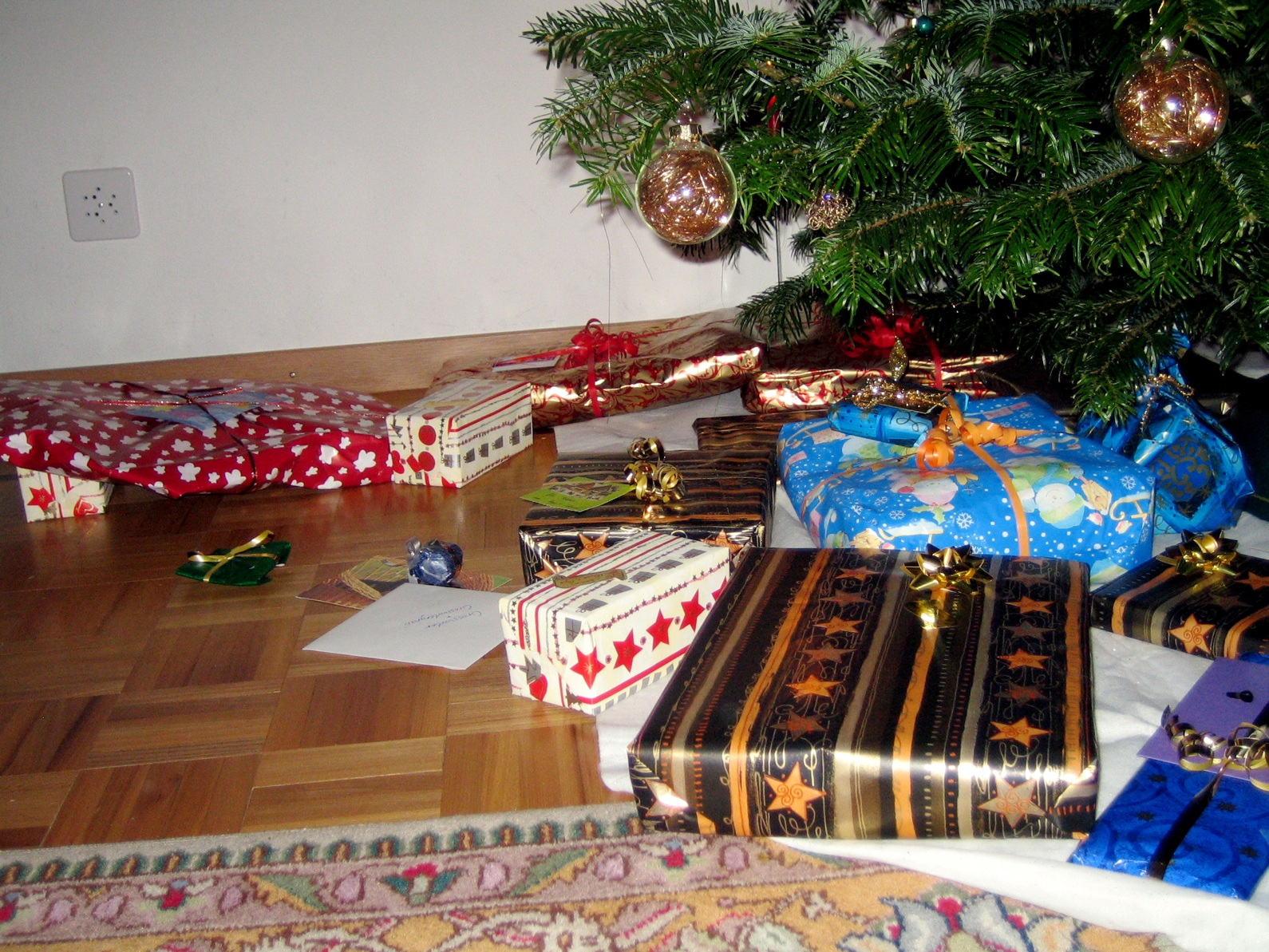
Verpackte Weihnachtsgeschenke, Deutschland (Foto: Beleg Langbogen)
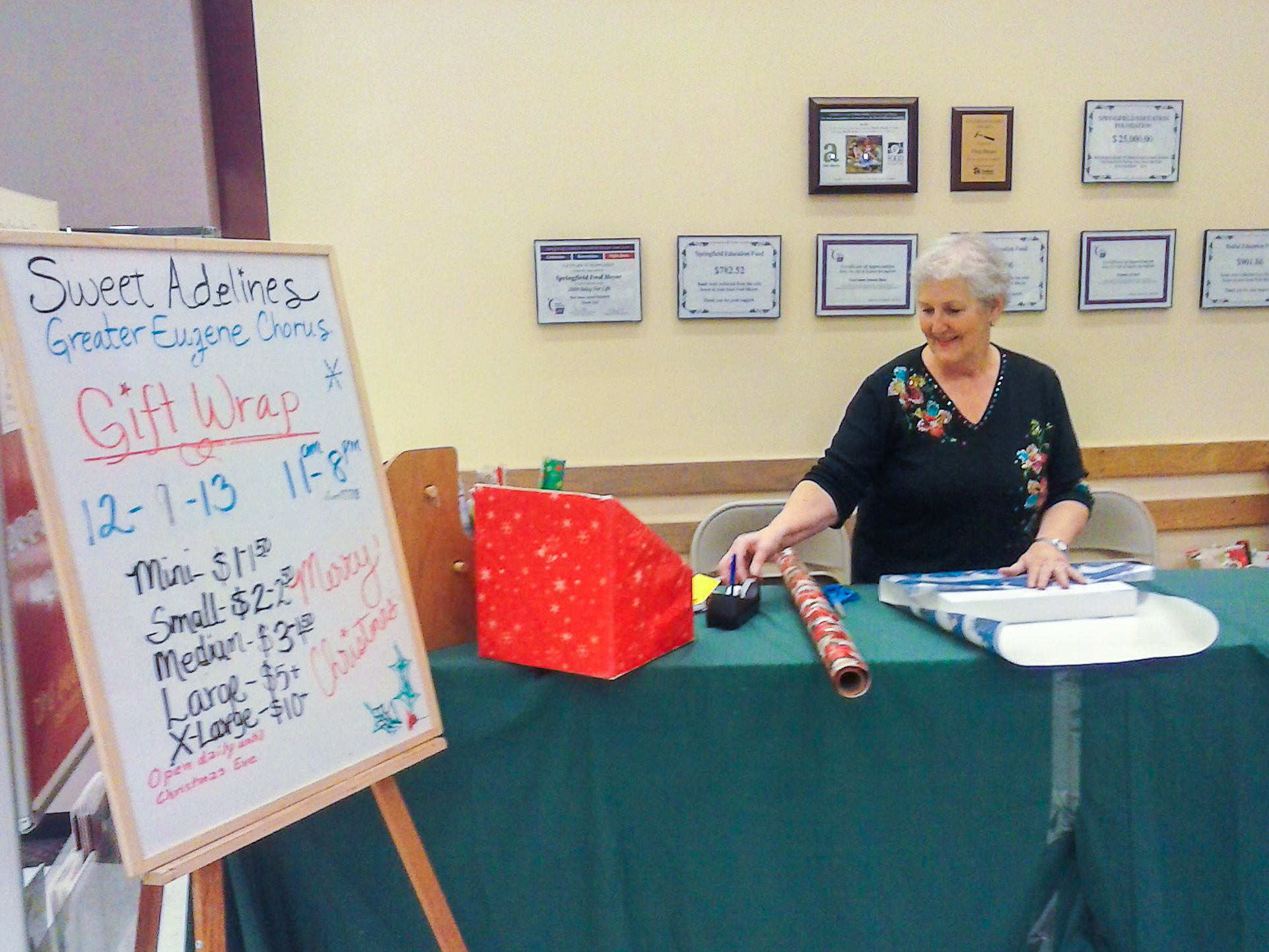
Packstation eines Chors, Springfield, Oregon
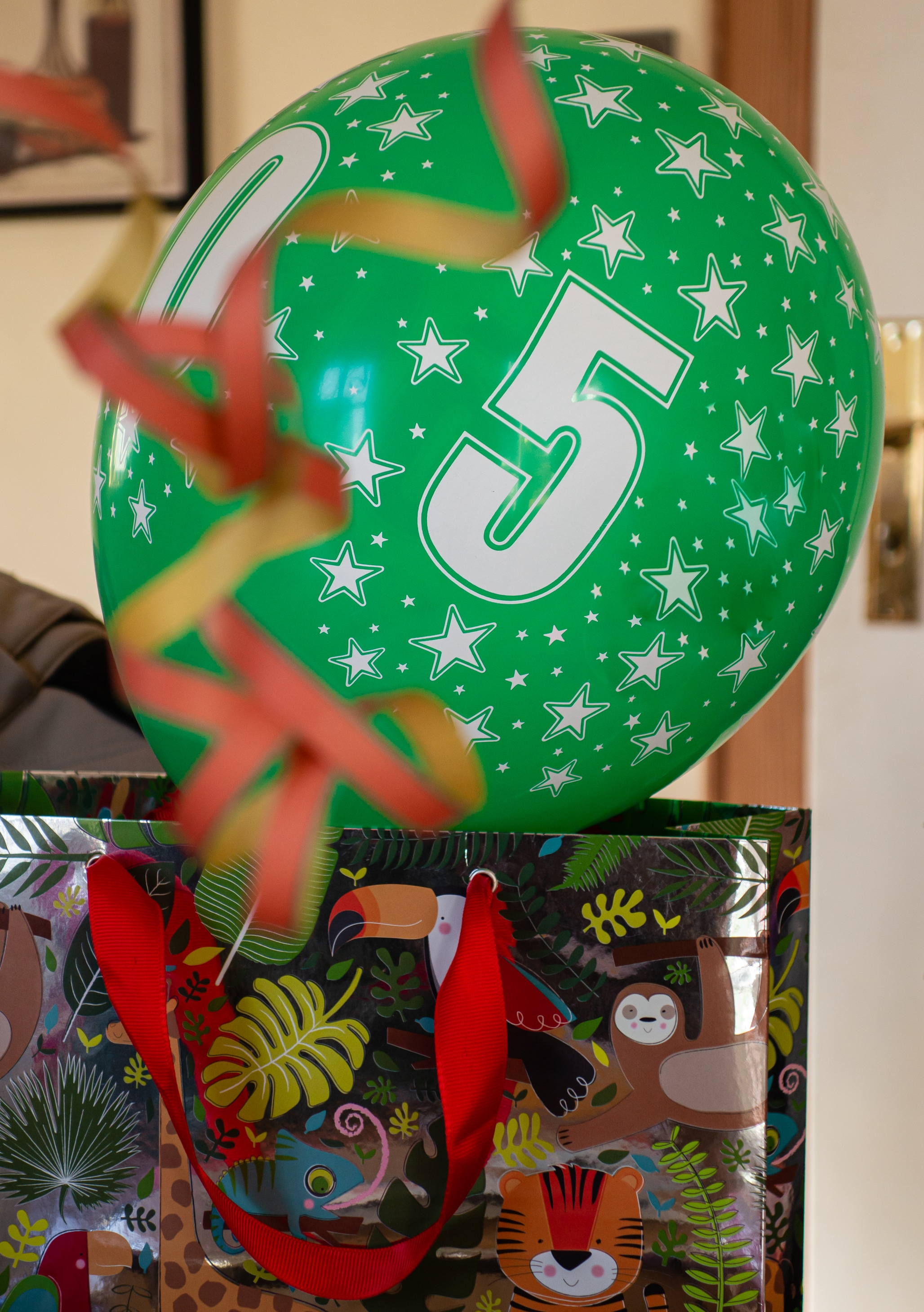
Kindergeburtstag: Geschenktüte aus Papier (Foto: Friedrich Haag)
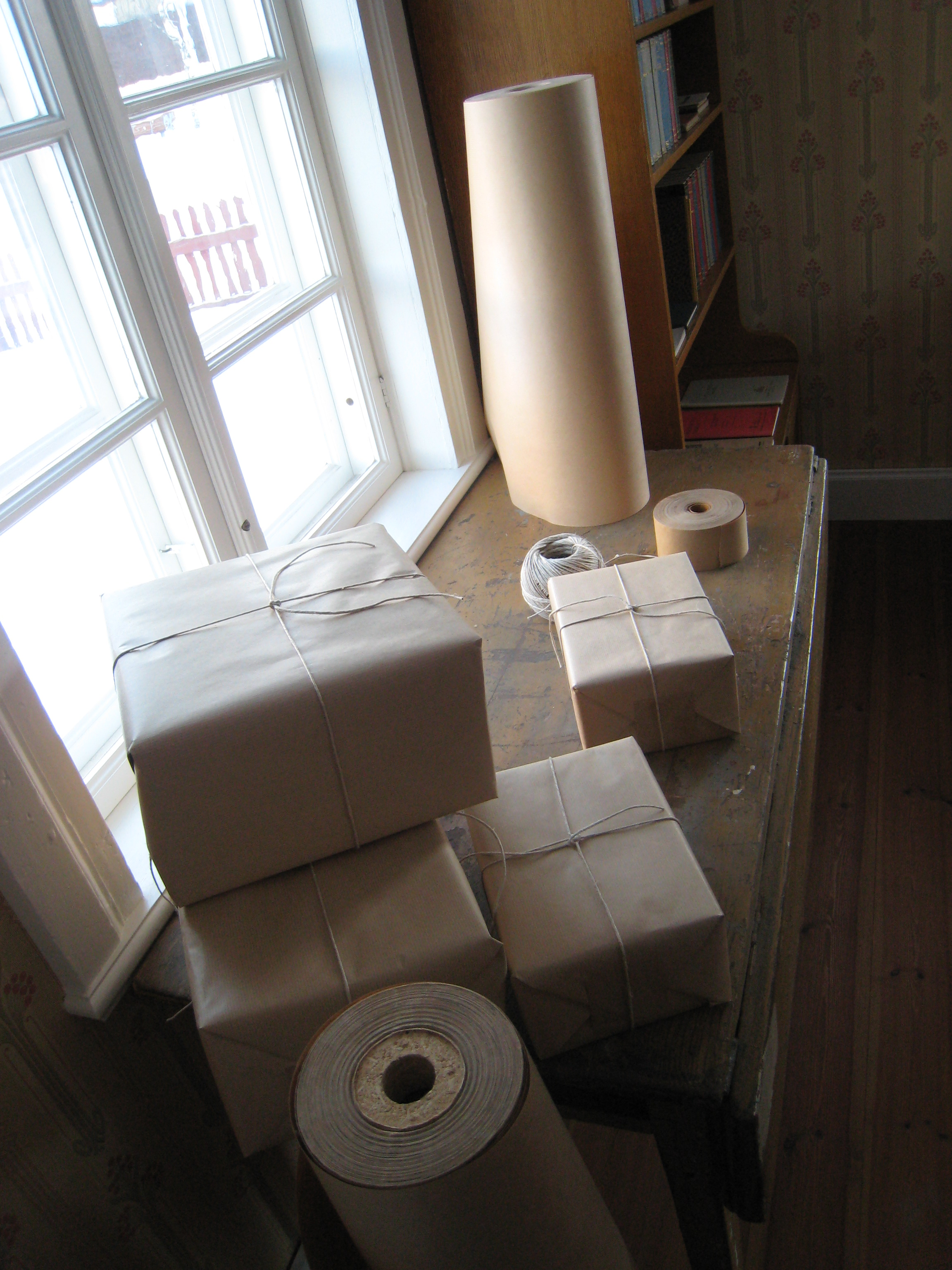
In Packpapier verpackte Gegenstände (Foto: Einarspetz)
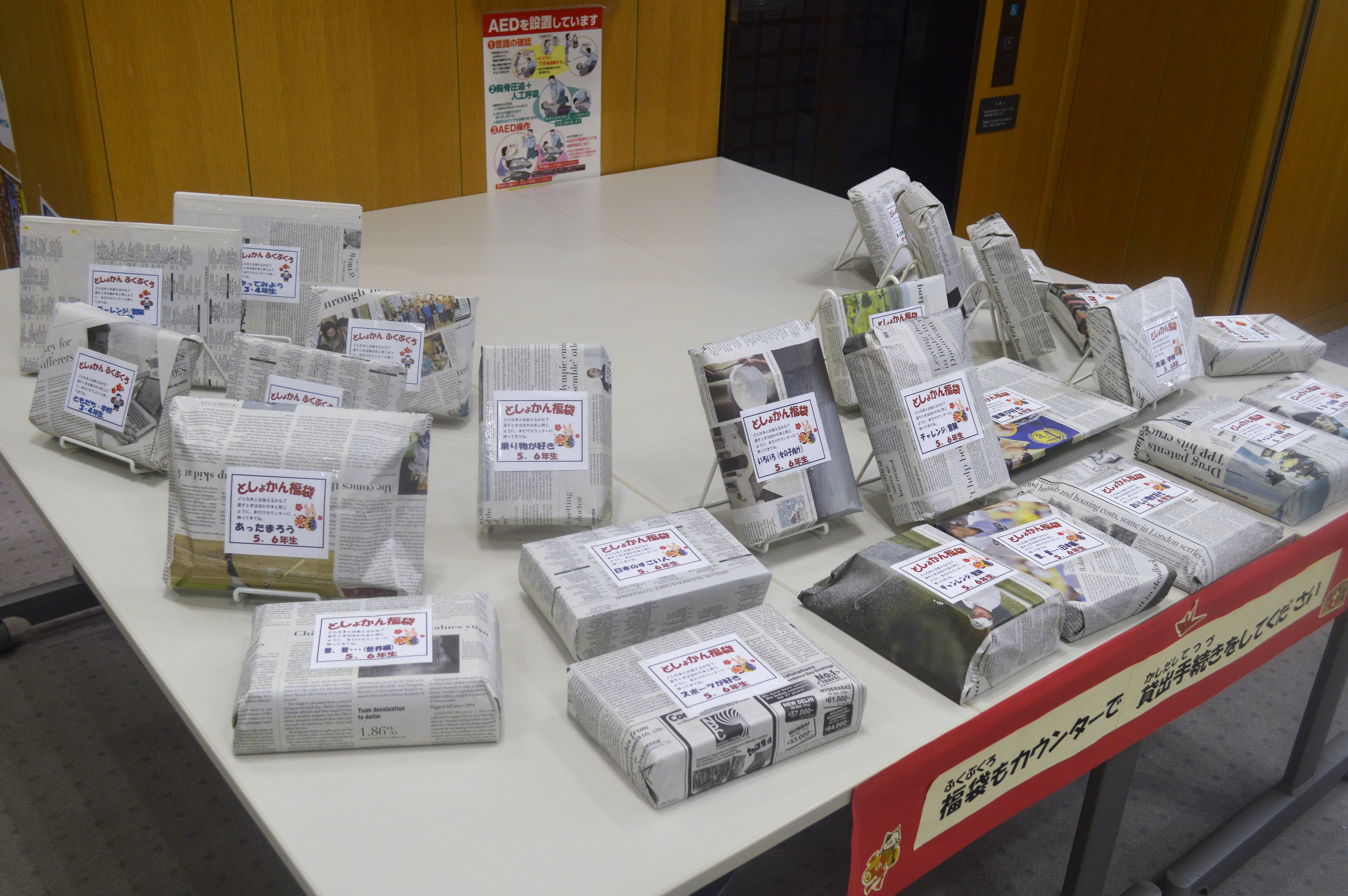
Zeitungspapier als nachhaltige Alternative, verpackte Bücher in Toyooka (Foto: Asturio Cantabrio)
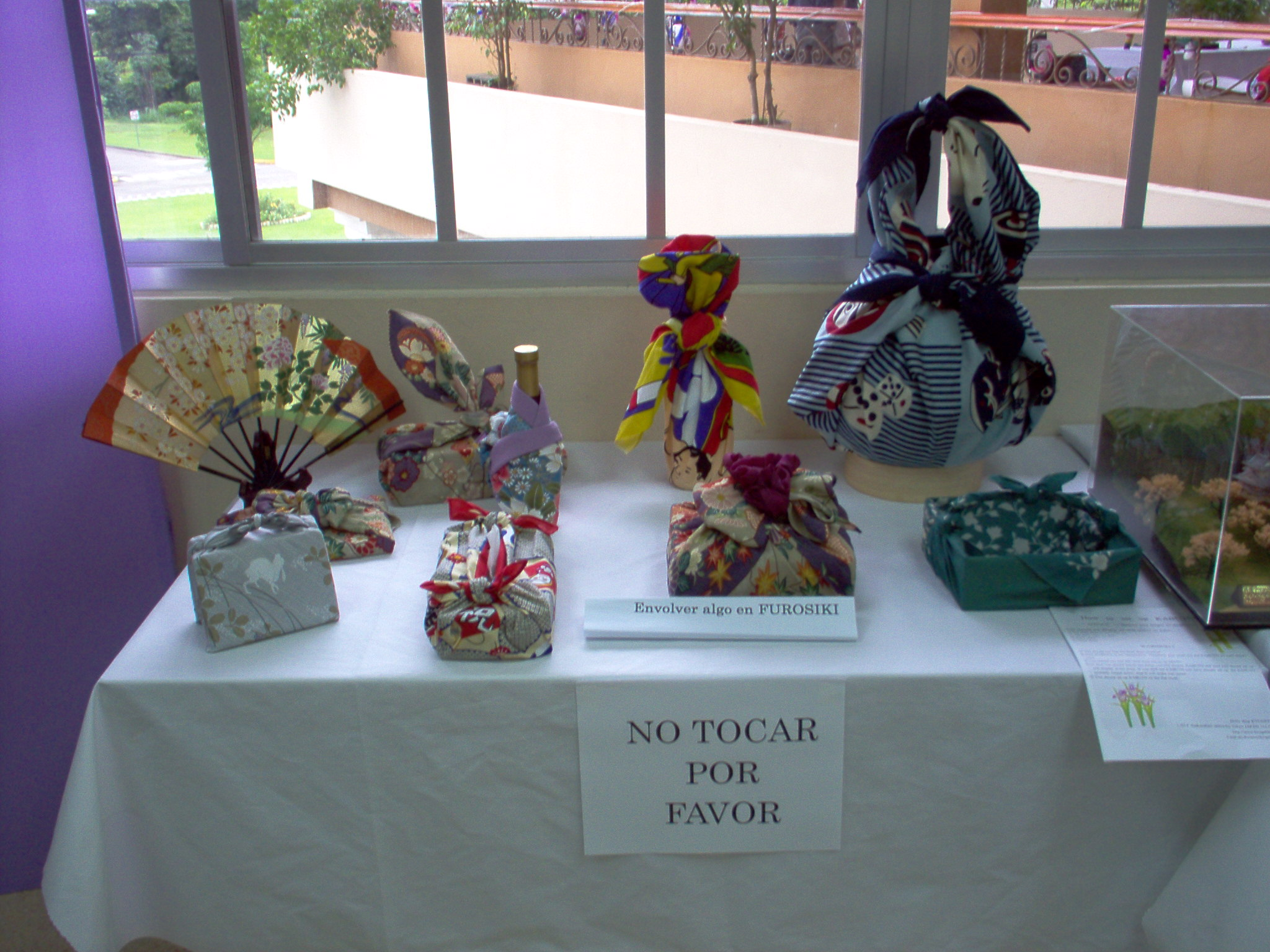
In Japan werden Geschenke schon lange in Furoshiki aus Stoff verpackt